# Inkunabuł

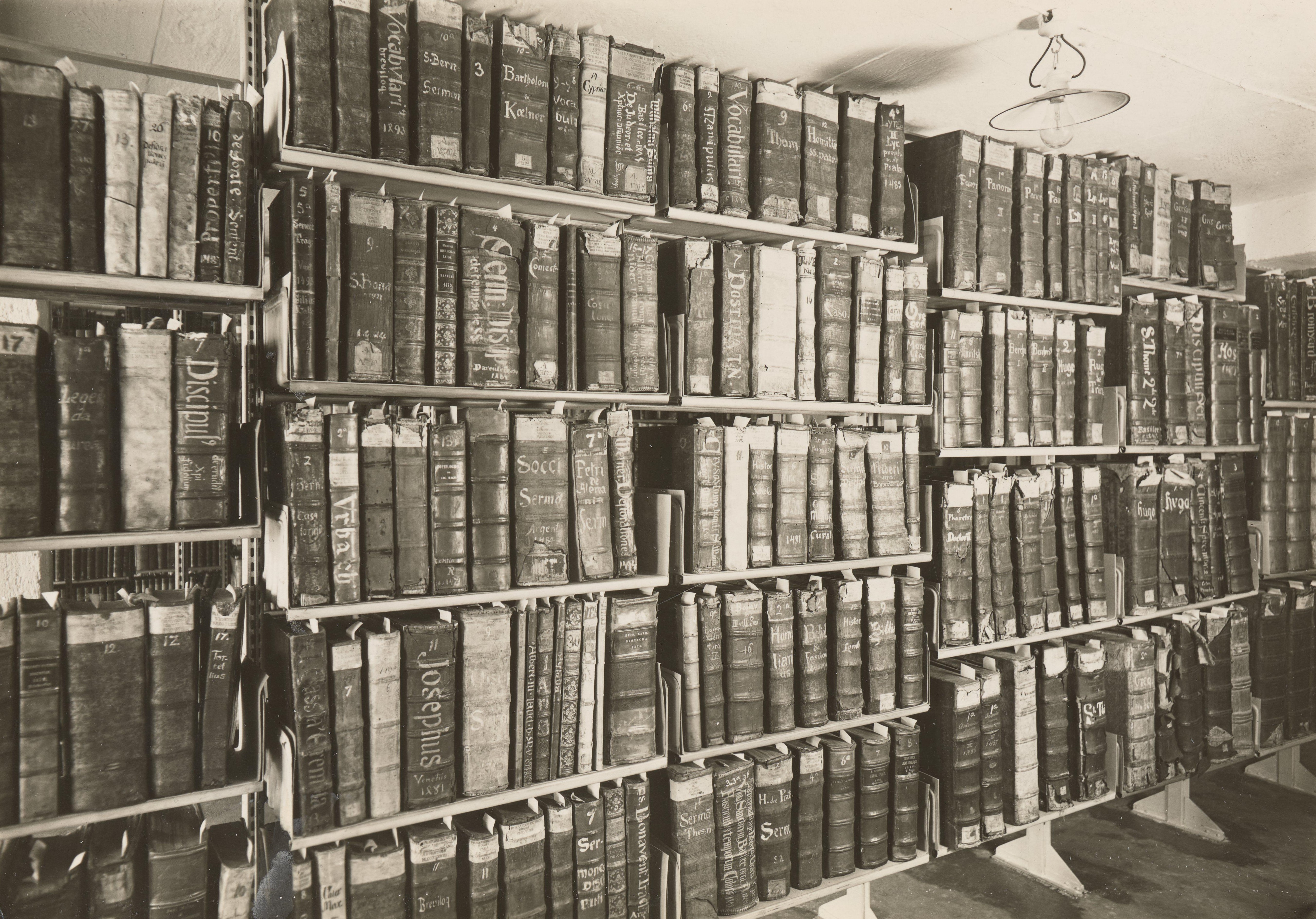
Inkunabuły w magazynie Biblioteki Narodowej w Warszawie (1931)

Inkunabuł (z łac. incunabula, powijaki, kołyska, w pieluszce) – umowne określenie pierwszych druków (do 1500 włącznie), a także pierwocin innych technik graficznych, np. pierwociny grafiki i kartografii. Naukę zajmującą się badaniem inkunabułów nazywa się inkunabulistyką.

## Ramy czasowe

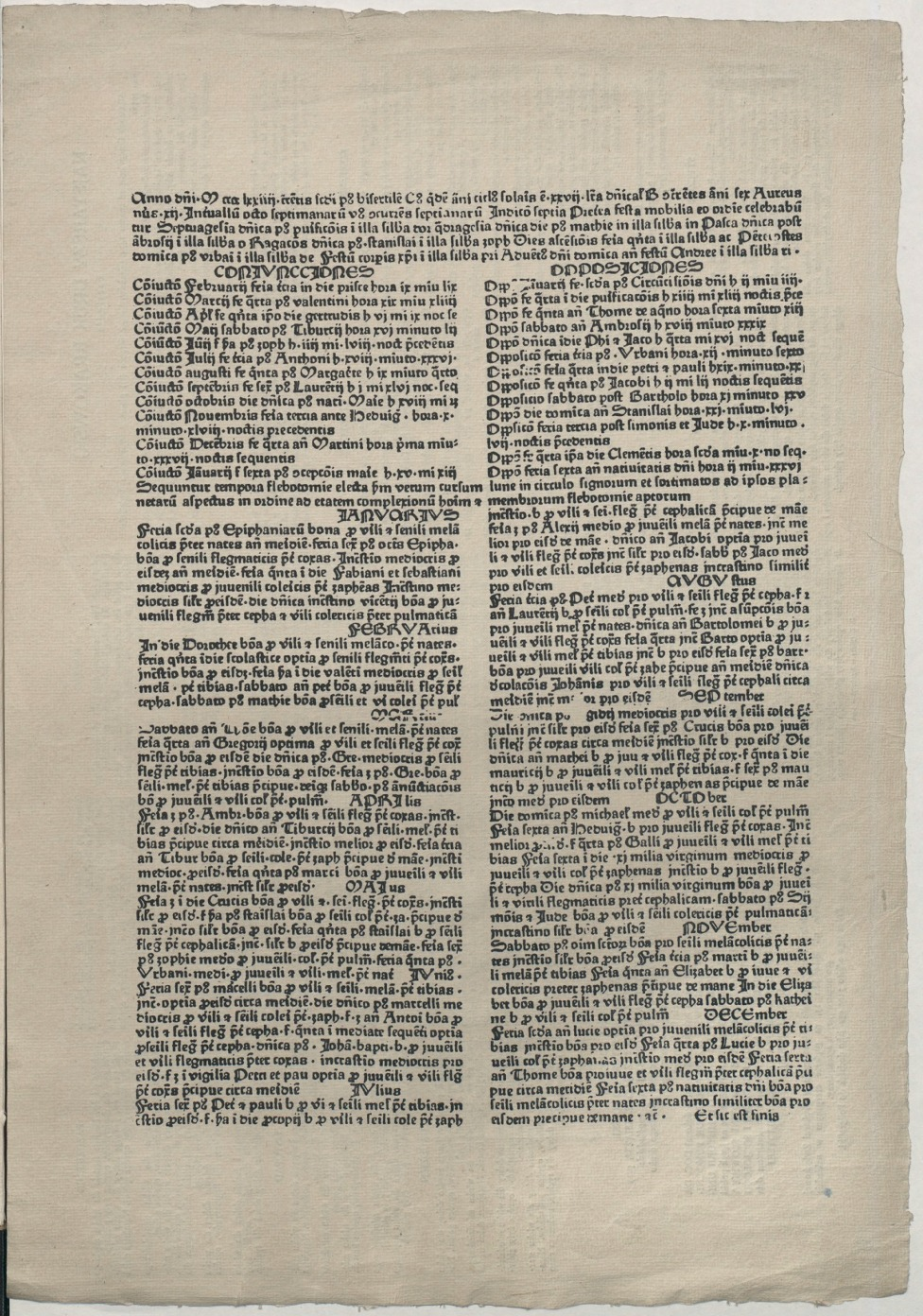
Najstarszy polski druk – kalendarz Kaspera Straube na 1474, Biblioteka Jagiellońska

Za początek powstawania inkunabułów przyjęto datę ukazania się pierwszego inkunabułu: Biblii 42-wierszowej wydanej przez Johannesa Gutenberga w 1455. W wielu krajach przyjęto zasadę, że przełom XV i XVI w., ściślej mówiąc dzień 31 grudnia 1500, stanowi umowną granicę pomiędzy inkunabułami a innymi starymi drukami. Jednak nie we wszystkich krajach wybrano taką cezurę. Tam gdzie sztuka drukarska dotarła późno, w ostatnich dziesiątkach XV w., np. w Skandynawii, tam rodziły się tendencje do przesunięcia daty inkunabułu na 1525 lub, jak w Czechach na 1526. Pierwszym inkunabułem wydrukowanym cyrylicą jest Triod Cwietnaja, wydana w Polsce prawdopodobnie w 1488.
Za najwcześniejszy druk uznaje się fragment Sądu Ostatecznego z Księgi Sybilli Gutenberga (ok. 1445). Pierwsze inkunabuły zaopatrzone datą pochodzą z 1454 i 1455, są to listy odpustowe z warsztatu Gutenberga. Pierwszy druk datowany, z podpisem drukarza i sygnetem, to tzw. Psałterz moguncki z 1457 wydany przez Fusta i Schöffera.

## Postinkunabuły i paleotypy
Dzieła, których skład i druk rozpoczęto przed, a ukończono po 1500 (najczęściej w 1501) nazywa się postinkunabułami.
Następną grupę drukowanych ksiąg stanowią paleotypy – książki wydrukowane pomiędzy 1 stycznia 1501 a 1 stycznia 1551.
Natomiast wszystkie pozycje książkowe wydrukowane do końca XVIII wieku to starodruki.

## Liczebność inkunabułów
W ciągu mniej więcej 50 lat XV w. wyszło, jak się przypuszcza, ponad 35 tys. wydań w ok. 15–20 mln egzemplarzy. Początkowo nakłady były bardzo niskie (czasem poniżej 100 egzemplarzy). Druki Sweynheima i Pannartza osiągały nakłady 275 egz. Mszał wrocławski wytłoczył Peter Schöffer w 1483 w 400 odbiciach; w tym okresie aż do końca wieku przeciętna wynosiła 500 egz., ale pod koniec stulecia nakłady dochodziły do 2000 i więcej egzemplarzy, zwłaszcza prace z zakresu prawa kanonicznego i rzymskiego.

## Ówczesna cena inkunabułów
Wczesne wytwory nowej sztuki były bardzo drogie. Wynalazek druku zmierzał do obniżenia kosztów produkcji, ale nie do znaczniejszej obniżki ceny sprzedażnej książki. Przykładowo rubrykowana i oprawiona 42-wierszowa Biblia Gutenberga kosztowała 100 dukatów. Ceny obliczało się w zależności od formatu książki oraz ilości składek. W miarę rozwoju drukarstwa, wzrostu nakładów i podaży ceny spadały nawet z roku na rok. Np. gdy w latach 60–70. XV w. płacono dukata za przeciętnie siedem składek zwykłego folio, to w latach 80. tyleż kosztowało ok. 20 składek tego samego formatu (we Włoszech nawet 56 składek).
Ceny zależały także od wyposażenia książki (ilustracje, oprawa, piękne zdobienie); za egzemplarz na pergaminie liczono mniej więcej trzy razy tyle, co za drukowany na papierze. Pierwsza znana subskrypcja została ogłoszona w Hiszpanii w 1476.

## Inkunabuły w Polsce
W Polsce pierwszym znanym drukiem jest Almanach Cracoviense na 1474, wydrukowany w Krakowie przez Kaspera Straube. Oprócz czterech wytworów jego warsztatu z lat 1473/1474–1477, znane są druki Szwajpolta Fiola w Krakowie, Kaspra Elyana we Wrocławiu, Konrada Baumgartena w Gdańsku i Jakuba Karweysego w Malborku. Najnowsze badania wykazały, iż na terenie Polski działała jeszcze jedna drukarnia anonimowa (znana dotąd jako „Drukarnia Kazań papieża Leona I”).

## Cechy inkunabułu
Inkunabuły były formą przypominającą rękopis. Brak karty tytułowej, wszystkie dane o autorze, drukarzu, miejscu i roku wydania umieszczone są często na końcu dzieła w kolofonie. Kompozycja strony wczesnych inkunabułów przypomina układ rękopisów. Biblie, dzieła liturgiczne i prawnicze mają układ dwułamowy, a dzieła o treści świeckiej jednołamowy. W dziedzinie ilustracji: malarstwo miniaturowe, marginalne floratury, kolorowany drzeworyt, inicjały uncjalne.
Stosowano zdobnictwo ręczne (rubrykowanie, inicjały, iluminacje i miniatury), w piśmie występowały często abrewiatury i ligatury. Kroje czcionek naśladowały pismo ręczne różnego rodzaju w zależności od terenu i czasu, tj. pisma gotyckie, jak tekstura, rotunda (rozpowszechniona w wydawnictwach naukowych), bastarda, szwabacha, gotyko-antykwa oraz antykwa (używana głównie do druku literatury klasycznej). Od lat 70. drukarze wyzwalali się stopniowo spod wpływu rękopisów. Pojawiły się drzeworytowe inicjały odbijane wraz z kolumną druku, ilustracje z klocków drzeworytowych (rzadziej z płyt metalowych), karty tytułowe, znaki drukarski i nakładowe, tzw. sygnet wydawniczy.
Pod koniec XV w. zanikło wielkie zróżnicowanie czcionek, gdyż powstające odlewnie zaopatrywały liczne oficyny w jednakowe kroje pisma. Kolejność kart i składek początkowo była podawana na osobnej karcie w tzw. rejestrze (registrum chartarum, tabula rubricarum, tabula quinternionum), z wymienieniem początkowych wyrazów pierwszej strony kolejnej składki lub arkusza. Z czasem dla oznaczenia kolejności służyły: sygnatury, kustosze, numerowanie kart (foliacja), przeważnie cyframi rzymskimi, we Włoszech często arabskimi. Numerowanie stron (paginacja) wystąpiło tylko w jednym przypadku (u Aldus Pius Manutius 1499). Mimo tych sposobów rejestr utrzymał się bardzo długo, ale w uproszczonej formie jako wykaz składek wg sygnatur.